# بخش آشار
بخش آشار، یکی از بخش‌های شهرستان مهرستان در استان سیستان و بلوچستان ایران است. مرکز این بخش، شهر آشار است.

## تقسیمات کشوری
- بخش آشار
  - دهستان آشار
  - دهستان ایرافشان

شهر: آشار

## جمعیت
بر پایه سرشماری عمومی نفوس و مسکن در سال ۱۳۹۵، جمعیت بخش آشار برابر با ۱۵٬۹۴۹ نفر بوده‌است.